# اليوم العالمي للمسرح
اليوم العالمي للمسرح (بالإنجليزية: World Theatre Day)‏ يحتفل به العالم يوم 27 مارس من كل عام، حيث تقام جملة من الأنشطة والاحتفاليات الخاصة بهذه المناسبة التي جرى العرف أن يتم اختيار شخصية إبداعية ومسرحية لكتابة كلمة خاصة بهذه المناسبة تلقى في اليوم ذاته، ويتم تعميمها على جميع المؤسسات المسرحية في العالم.
تم المبادرة بهذا اليوم من قبل المعهد الدولي للمسرح عام 1961.